# Lisa Darr
Lisa Darr (Chicago, 21 aprile 1963) è un'attrice statunitense.

## Filmografia

### Cinema
- Senza difesa (Defenseless), regia di Martin Campbell (1991)
- Plan B, regia di Gary Leva (1997)
- Demoni e dei (Gods and Monsters), regia di Bill Condon (1998)
- Preso di mira (Land of the Free), regia di Jerry Jameson (1998)
- Elevator Seeking, regia di Rob Hinderstein (1999)
- Morella, regia di James Glenn Dudelson (1999)
- Pomegranate, regia di Kraig Kuzirian (2005)
- Soccer Girl - Un sogno in gioco (Her Best Move), regia di Norm Hunter (2007)
- Il re del supermarket (Bagboy), regia di Mort Nathan (2007)
- Hannah Montana: The Movie, regia di Peter Chelsom (2009)
- Questi sono i 40 (This Is 40), regia di Judd Apatow (2012)

### Televisione
- Flash – serie TV, episodio 1x17 (1991)
- Flesh 'n' Blood – serie TV, 12 episodi (1991)
- Murphy Brown – serie TV, episodio 3x12 (1991)
- Wings – serie TV, episodio 2x18 (1991)
- In viaggio nel tempo (Quantum Leap) – serie TV, episodio 4x20 (1992)
- Un grido nel silenzio (Complex of Fear), film TV, regia di Brian Grant (1993)
- Un medico tra gli orsi (Northern Exposure) – serie TV, episodio 5x04 (1993)
- Renegade – serie TV, episodio 2x01 (1993)
- Il cane di papà (Empty Nest) – serie TV, episodio 6x14 (1994)
- Il commissario Scali (The Commish) – serie TV, episodio 3x20 (1994)
- Rivelazione morbosa (Betrayal of Trust) – film TV (1994)
- The Office – serie TV, 6 episodi (1995)
- Amanti ad ogni costo (Murderous Intent) – film TV (1995)
- Hawaii missione speciale (One West Waikiki) – serie TV, episodio 2x06 (1995)
- La signora in giallo (Murder, She Wrote) – serie TV, episodi 10x15-11x01-12x20 (1994-1996)
- E.R. - Medici in prima linea (ER) – serie TV, episodio 3x04 (1996)
- Almost Perfect – serie TV, episodio 2x03 (1996)
- The Drew Carey Show – serie TV, episodio 2x09 (1996)
- EZ Streets – serie TV, episodi 1x03-1x07 (1997)
- Delitto senza movente (The Sleepwalker Killing) – film TV (1997)
- Profit – serie TV, 8 episodi (1996)
- NYPD - New York Police Department (NYPD Blue) – serie TV, episodi 4x17-4x20 (1997)
- Ellen – serie TV, 8 episodi (1997-1998)
- Ultime dal cielo – serie TV, episodio 3x08 (1998)
- Nash Bridges – serie TV, episodi 4x10-4x11 (1998)
- Sabrina, vita da strega (Sabrina, the Teenage Witch) – serie TV, episodio 3x20 (1999)
- Frasier – serie TV, episodi 4x13-9x02 (1997-2001)
- Philly – serie TV, episodi 1x08-1x09 (2001)
- Popular – serie TV, 43 episodi (1999-2001)
- Giudice Amy – serie TV, episodio 3x13 (2002)
- Streghe (Charmed) – serie TV, episodio 4x10 (2002)
- X-Files (The X-Files) – serie TV, episodio 9x12 (2002)
- The Big Time – film TV (2002)
- The Lyon's Den – serie TV, episodio 1x10 (2003)
- Squadra Med - Il coraggio delle donne (Strong Medicine) – serie TV, 6 episodi (2000-2003)
- The Guardian – serie TV, episodio 3x10 (2003)
- Life As We Know It – serie TV, 13 episodi (2004-2005)
- Desperate Housewives – serie TV, episodio 1x16 (2005)
- West Wing - Tutti gli uomini del Presidente (The West Wing) – serie TV, episodio 7x06 (2005)
- Dr. House - Medical Division (House, M.D.) – serie TV, episodio 2x12 (2006)
- Settimo cielo (7th Heaven) – serie TV, episodio 11x08 (2006)
- The Unit – serie TV, episodio 2x09 (2006)
- Ghost Whisperer - Presenze (Ghost Whisperer) – serie TV, episodio 2x18 (2007)
- The Office – serie TV, episodio 3x21 (2007)
- Curb Your Enthusiasm – serie TV, episodio 6x03 (2007)
- Weeds – serie TV, episodi 3x10-3x11-4x03 (2007-2008)
- CSI: NY – serie TV, episodio 5x09 (2008)
- Nip/Tuck – serie TV, episodi 5x14-5x15 (2008-2009)
- CSI: Scena del crimine (CSI: Crime Scene Investigation) – serie TV, episodi 1x19-9x16 (2001-2009)
- Dexter – serie TV, episodio 4x01 (2009)
- FlashForward – serie TV, episodio 1x02 (2009)
- Drop Dead Diva – serie TV, episodio 3x02 (2011)
- Parenthood – serie TV, episodio 3x13 (2012)
- Criminal Minds  – serie TV, episodio 7x21 (2012)
- The Mentalist – serie TV, episodio 6x15 (2014)
- Constantine – serie TV, episodio 1x01 (2014)
- CSI: Cyber – serie TV, episodio 1x08 (2015)
- Love – serie TV, episodi 1x05-2x10 (2016-2017)

## Doppiatrici italiane
Nelle versioni in italiano delle opere in cui ha recitato, Lisa Darr è stata doppiata da:
- Lorenza Biella in Dr. House - Medical Division, Ghost Whisperer - Presenze, CSI: NY
- Pinella Dragani ne La signora in giallo (ep. 10x15)
- Giò Giò Rapattoni ne La signora in giallo (ep. 11x01)
- Roberta Pellini ne La signora in giallo (ep. 12x20)
- Paola Giannetti in E.R. - Medici in prima linea
- Liliana Sorrentino in X-Files
- Roberta Greganti in Life As We Know It
- Laura Romano in Nip/Tuck
- Cristina Boraschi in CSI - Scena del crimine (ep. 9x16)
- Roberta Paladini in Criminal Minds
- Antonella Alessandro in Love